# Bernard Guyard
Pour les articles homonymes, voir Guyard.
Bernard Guyard, né en 1601 à Craon, dans l'Anjou, mort le 29 juillet 1674, est un dominicain français. Quétif et Échard nous ont transmis quelques détails sur l'histoire de sa vie.

## Biographie
Il fait profession d'observer la règle de Saint Dominique an couvent de Rennes, et va ensuite à Paris, où il est reçu docteur de Sorbonne en 1645. Il parait vers le même temps dans les principales chaires de Paris, et ce avec assez de succès. Il est prédicateur, et se fait entendre à Paris et en d'autres villes. 
La reine mère l'honore du titre de son prédicateur, et il devient confesseur, de Madame, épouse de Gaston de France. Pendant les troubles de la Fronde, attaquant en chaire les chefs de ce parti, il est arrêté au sortir de l'église, et conduit à la Bastille, où il reste quelques mois. Il meurt à Paris, professeur de théologie au couvent de Saint-Jacques, le 29 juillet 1674. Il a alors les titres de conseiller et de prédicateur du roi, et occupant la charge de premier régent au collège de Saint-Jacques. Voici son portrait: Obesa fuit facie et corpore ; unde, justa licet ac procera corporis mole, statura tamen valde mediocri cernebatur. C'est sans doute à cause de cette obésité qu'on l'appelait le docteur Pouf.

## Jansénisme et saint Thomas
Bernard Guyard intervint dans la querelle du jansénisme. Voici le titre du manifeste qu'il publia pour défendre saint Thomas, accusé de complicité dans les prétendues erreurs de l'évêque d'Ypres : Discrimina inter doctrinam thomisticam et jansenianam. Les Jacobins étaient fort curieux de maintenir leur principal docteur dans les bonnes grâces des jésuites. Si les jésuites s'étaient déclarés ses ennemis, il perdait tout crédit dans les collèges et dans les séminaires ; la philosophie et la théologie n'étaient plus enseignées selon sa méthode. 
Bernard Guyard eut bientôt occasion de parler encore pour saint Thomas. Jean de Launoy avait osé prétendre que le maître de l'école dominicaine avait été fort ignorant dans la langue grecque. Une telle assertion devait causer quelque scandale au couvent de Saint-Jacques. Bernard Guyard, comme professeur du lieu, s'empressa de la démentir dans l'écrit suivant: Dissertatio utrum S. Thomas calluerit linguam grecam. Le volume où se trouve la dissertation contient trois opuscules de B. Guyard contre le même critique. Jean de Launoy, gallican déclaré, n'avait pas trouvé fort exactes les citations faites par l'Ange de l'école, et les avait censurées avec une entière liberté d'esprit et de langage. Cela devait encore déplaire aux Dominicains. B. Guyard répondit en leur nom à l'intraitable « dénicheur de saints. » Voici les titres de ses réponses : In primam magistri Launoii Epistolam ad Antonium Favrum; In secundam Launoii qux est ad Ant. Favrum Epistolam; Fr. Bern. Guyard Joanni Launoio. Il s'agit principalement dans ces opuscules de l'unité de l'Église, de l'autorité du Saint-Siège et de la puissance des rois.
Jean Nicolaï avait trouvé des arguments pour montrer que saint Thomas ignorait la langue grecque, et les avait exposés, sous le pseudonyme d' Honoré de saint Grégoire dans un écrit intitulé : In dissertationem de fictitio S. Thomx grascismo summaria epistolaris discussio. Cette discussion épistolaire étant à l'adresse de Bernard Guyard, celui-ci ne pouvait manquer d'y répondre. La réponse a pour titre : Adversus metamorphoses Honorati a sancto Gregorio, auctore P. F. Bern. C'est un long plaidoyer pour saint Thomas, et une longue invective contre son détracteur.

## Controverses
Bernard Guyard a eu une querelle fort animée avec Levayer de Boutigny. Considérant, d'une part, les désordres des monastères, les vœux si souvent rompus, les pactes simoniaques, l'oisiveté crapuleuse de quelques ordres, et, d'autre part, les nécessités de l'État qui réclamait des bras valides pour commencer ou continuer les plus utiles entreprises, Levayer de Boutigny avait demandé l'ajournement des vœux, la révision des règles, la suppression des dots et la réduction du nombre des maisons conventuelles. Bernard Guyard entreprit de répondre à ce réformateur. Le texte de sa réponse est Contre la nouvelle apparition de Luther et de Calvin, sous les Réflexions faites sur le dit touchant la réformation des monastères; Paris, 1869, in-12.

## La fatalité de Saint-Cloud
Bernard Guyard passe pour l'auteur d'un petit livre, intitulé la Fatalité de Saint-Cloud, près de Paris, in-12,. L'impression en avait, dit-on, été commencée au Mans en 1672 : des circonstances obligèrent de la suspendre, et elle ne fut terminée à Paris que l'année suivante. Mais dans l'intervalle, le P. Gilbert de la Haye fit paraître l'ouvrage à Lille, 1673, in-12, petit caractère. Il a été réimprimé dans les différentes éditions de la Satire Ménippée, en 5 volumes in-8°, parmi les pièces justificatives. 
Le but de Bertrand Guyard est de prouver que Jacques Clément n'a point été le meurtrier de Henri III, et que l'auteur de ce forfait exécrable n'était point un dominicain, mais un ligueur déguisé en religieux. Jean Godefroy a réfuté ce paradoxe par la Véritable Fatalité de Saint-Cloud (Lille), 1713, in-8°, et dans les pièces placées à la suite du journal de Henri III (voir : Pierre de l'Estoile) ; il y suit les raisonnements de Guyard, article par article, et démontre qu'il est impossible de justifier Jacques Clément du crime dont sa mémoire reste chargée.

## Publications
1. La vie de Sainct Vincent Ferrier, religieux de l'ordre des frères Prescheurs., Paris, D. Moreau, 1634, in-8°, pièces limin. et 396 p[9] ;
2. Oraison funèbre prononcée à Paris, en l'église de la Magdelaine, au service de Louis le Juste, roi de France et de Navarre, Paris : A. Cotinet, 1643, in-4 ̊ , 40 p[10],[11].
3. Discrimina inter doctrinam Thomisticam et Jansenianam, ibid., 1655, in-4° ;
4. Dissertatio utrum S. Thomas calluerit linguam graecam, Paris : apud F. Le Cointe, 1667, in-8 ̊ , XVI-194 p. ;
5. Contre la nouvelle apparition de Luther, et de Calvin, sous les Reflexions faites sur l'edit touchant la reformation des monasteres. Avec un échantillon des faussetez & des erreurs contenües dan (sic) le Traité de la puissance politique touchant l'âge nécessaire à la profession solemnelle des religieux. 1669, 303-[1] p. ; in-12[12] ;
6. Joanni Launoio… (In secundam Launoii ad magistrum Thomam Fortinum, quae est contra P. Baronium, epistolam.) (s. l. n. d.), in-8 ̊ , IV-104 p[13] ;
7. Adversus metamorphoses Honorati a S. Gregorio, Pris : apud F. Le Cointe, 1670, in-8 ̊ , IV-118 p[14];
8. La fatalité de S. Cloud près Paris. 1674 ;
9. Oraison funèbre de M. le chancelier Séguier ;
10. Le Héros fidèle, en l'honneur du maréchal de la Ferté-Sennectère[15]